# Hans-Dieter Clauser
Hans-Dieter Clauser (* 12. Juni 1950 in Leverkusen) ist ein deutscher Politiker (CDU).

## Leben
Clauser legte 1968 seine Fachhochschulreife ab und absolvierte von 1969 bis 1973 ein Studium der Bautechnik und des Spezialtiefbaus an der Bergischen Universität Wuppertal, das er im Jahr 1973 als Diplom-Ingenieur abschloss. Von 1973 bis 1997 war er als leitender Angestellter tätig, anschließend machte er sich als Bauunternehmer selbständig.

## Politik
Er trat 1979 der CDU bei und war von 1984 bis 1990 Mitglied des Rates der Stadt Langenfeld. Von 2005 bis 2012 war er Mitglied im Landtag Nordrhein-Westfalens. Dort war er als ordentliches Mitglied im Haushalts- und Finanzausschuss, im Innenausschuss und im Sportausschuss tätig. Bei der Landtagswahl in Nordrhein-Westfalen 2012 verlor Clauser sein Direktmandat im Landtagswahlkreis Mettmann I an Jens Geyer und schied aus dem Landtag aus.

## Gesellschaftliches Engagement
Bereits als Landtagsabgeordneter war das Thema "Berufsausbildung" eine Herzensangelegenheit. In diesem Zuge hat Clauser seinerzeit die Berufsorientierungsbörse "BOB" in Langenfeld ins Leben gerufen, bei der sich in Form einer Messe ausbildende Arbeitgeber (inkl. Behörden oder bspw. der Bundeswehr) präsentieren und unmittelbar mit Ausbildungsplatz suchenden Jugendlichen ins Gespräch kommen können. Über die Jahre hat sich die BOB zu einer Ausbildungsbörse mit überregionalem Charakter entwickelt.
Um die BOB auch nach seiner Landtagszeit auf sichere Beine zu stellen, wurde 2012 der Verein "BOBplus e.V." gegründet, der die Ausrichtung und Organisation der Berufsorientierungsbörse durchführt. Hans-Dieter Clauser ist seit der Gründung der Vorsitzende des Vereins.